# Eudòxia Comnena (filla d'Andrònic Comnè)
|  | Per a altres significats, vegeu «Eudòxia Comnena (desambiguació)». |

Eudòxia Comnena (en grec medieval: Ευδοκία Κομνηνή, Evdokia Komniní) fou filla d'Andrònic Comnè, segon fill de l'emperador Calo-Joannes. Estava casat amb un personatge desconegut i a la mort del seu marit va viure aparellada amb el seu cosí Andrònic, que després fou l'emperador Andrònic I Comnè. Després es va casar amb Miquel Gabres.